# Dominic Matteo
Dominic Matteo était un footballeur écossais né le 28 avril 1974 à Dumfries. Il évoluait au poste de défenseur.

## Biographie
Il a évolué en équipe d'Angleterre espoirs mais décida de jouer chez les séniors en équipe nationale écossaise où il a disputé 6 sélections entre 2000 et 2002. C'est entre ces années qu'il vécut ces dernières belles années avec le club de Leeds United.

## Carrière
- 1992-2000 : Liverpool FC (129 matchs, 1 but)
- 1995 : Sunderland AFC, prêt (1 matchs, 0 but)
- 2000-2004 : Leeds United (115 matchs, 2 buts)
- 2004-2007 : Blackburn Rovers (34 matchs, 0 but)
- 2007-2008 : Stoke City (23 matchs, 1 but)[1]